# Earls Barton
Earls Barton – wieś w Anglii, w hrabstwie Northamptonshire, w dystrykcie (unitary authority) North Northamptonshire. Leży 11 km na wschód od miasta Northampton i 95 km na północny zachód od Londynu. W 2001 miejscowość liczyła 5353 mieszkańców.